# Kiroro
Kiroro (jap. キロロ) – japoński duet muzyczny z Okinawy. Został założony w 1996 roku.
W skład grupy wchodzą: Chiharu Tamashiro – wokal, Ayano Kinjo – klawisze. W 1998 r. wydali utwór „Nagai Aida”, który stał się jednym z ich pierwszych przebojów.

## Dyskografia
Albumy
- Nagai aida ~Kiroro no mori~ (jap. 長い間 ～キロロの森～) (1 października 1998)
- Hiruyasumi (jap. 昼休み) (22 września 1999)
- Suki na Hito ~Kiroro no sora~ (jap. 好きな人 ～キロロの空～) (8 grudnia 1999)
- Nanairo (jap. 七色) - 26 września 2000)
- TREE OF LIFE (24 stycznia 2001)
- Kiroro no uta 1 (jap. Kiroroのうた1) - 21 lutego 2002)
- Four Leaves Clover (18 grudnia 2002)
- Diary (3 marca 2004)
- Kaeru basho (jap. 帰る場所) (21 stycznia 2005)
- Wonderful Days (23 listopada 2005)
- Kiroro no ichiban ii uta atsumemashita (jap. キロロのいちばんイイ歌あつめました) (29 marca 2006)
- Kiroro no hōra, naki yanda! (jap. キロロのほーら、泣きやんだ!) (7 marca 2007)
- Kiroro no ichiban ii uta atsumemashita ~10th Anniversary Edition~ (jap. キロロのいちばんイイ歌あつめました～10th Anniversary Edition～) (7 marca 2007)
- Kodomo to issho ni kikitai kiroro no uta (jap. 子供といっしょにききたいキロロのうた) (29 marca 2016)
- Aihaberu (jap. アイハベル) (24 stycznia 2018)